# Artigasus schlingeri
Artigasus schlingeri is een vliegensoort uit de familie van de roofvliegen (Asilidae). De wetenschappelijke naam van de soort werd als Menexenus schlingeri in 1982 gepubliceerd door J.N. Artigas en in het in 1970 door hem gecreëerde geslacht Menexenus geplaatst. Die naam was echter een junior homoniem van Menexenus Stål, 1875, en in 2010 publiceerde Hüseyin Özdikmen het nomen novum Artigasus voor dat geslacht, en plaatste ook deze soort daarin.